# میلت کمپل
میلت کمپل (انگلیسی: Milt Campbell; ۹ دسامبر ۱۹۳۳ – ۲ نوامبر ۲۰۱۲) ورزشکار دهگانه، بازیکن فوتبال آمریکایی و جودوکار اهل ایالات متحده آمریکا بود.
از باشگاه‌هایی که در آن بازی کرده‌است می‌توان به کلیولند براونز اشاره کرد.